# Lyrocteis

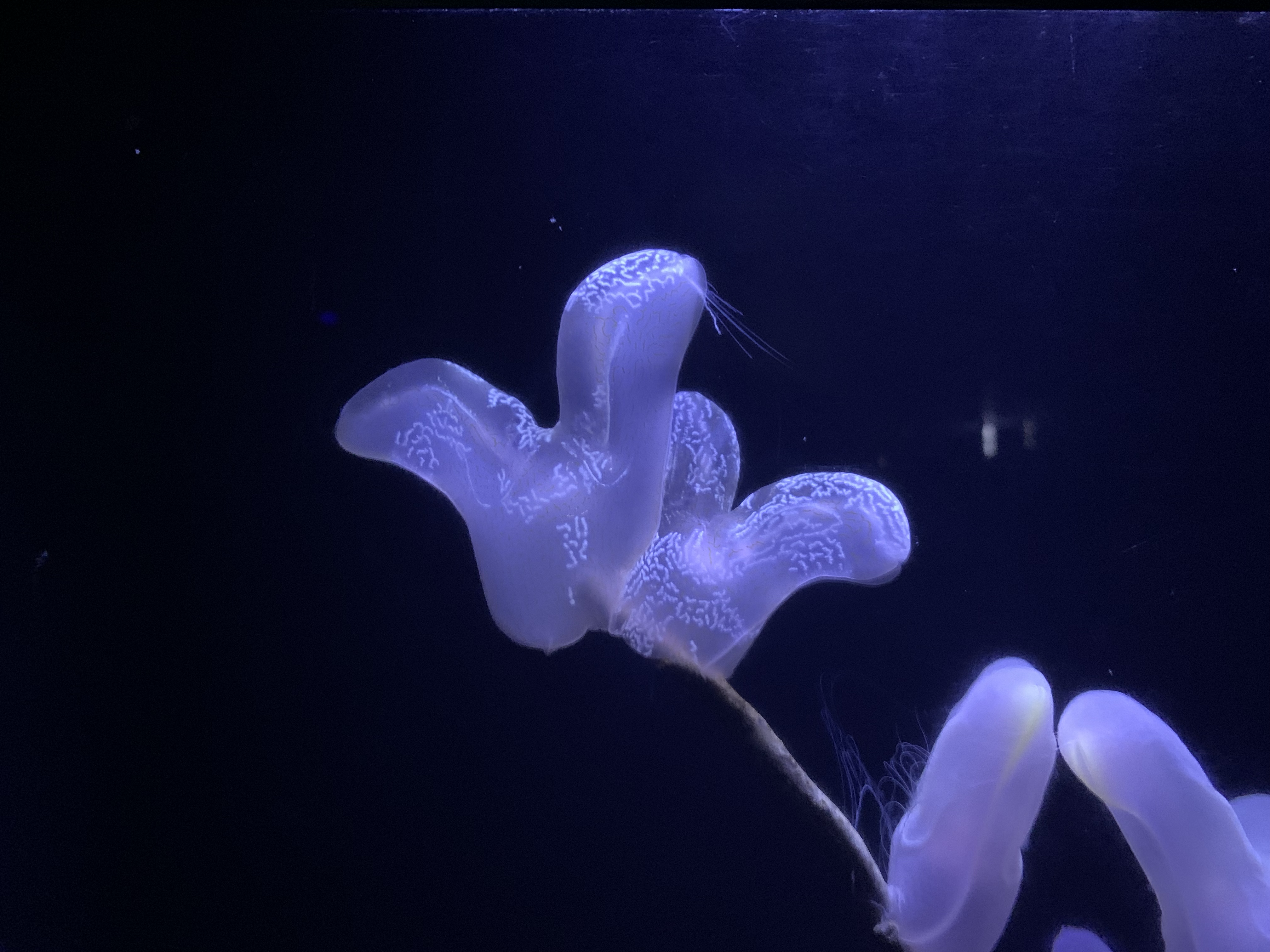
Lyrocteis imperatoris

Lyrocteis ist eine Gattung am Meeresboden lebender (d. h. marin-benthischer) Rippenquallen. Lyrocteis ist die einzige Gattung in der monotypischen Familie Lyroctenidae.
Die Erstbeschreibung stammt von Taku Komai aus dem Jahr 1941.

## Morphologie
Die Individuen der Gattung Lyrocteis sind ziemlich große (bis zu 15 cm) benthische Rippenquallen (Ctenophoren) in Form einer Leier.
Sie haben einen Basalkörper und zwei gebogene Ausläufer oder Auswüchse, von denen die Fangfäden (englisch fishing filaments) ausgehen, und mit denen sie ihre planktonische Nahrung fangen.

## Forschungsgeschichte
Die erste erforschte Arten (Spezies) der Gattung, L. imperatoris wurde von Taku Komai 1941 anhand von sieben Exemplaren aus Schlammböden in 70 m Tiefe im Meer vor Japan beschrieben. Sechzig Jahre später wurden 10 Individuen auf Pottwalkadavern in Tiefen zwischen 219 und 254 m beobachtet, ebenfalls vor Japan. Der erste Nachweis außerhalb japanischer Gewässer wurde 2009 erbracht, mit zwei Exemplaren aus 15 bis 25 m Tiefe vor Korea.
Inzwischen gibt es auch einige Sichtungen in mesophotischen Ökosystemen bei Palau und Pohnpei.
Die zweite beschriebene Art, L. flavopallidus, wurde 1972 im McMurdo-Sund, einer Bucht des Rossmeeres, Antarktis, gefunden.
DNA- und Protein-Sequenzen folgten 2016 und 2021, die provisorisch zwei (neuen?) Arten zugeordnet wurden.

## Arten
Die Gattung umfasst die beiden folgenden Arten (Spezies):
- Lyrocteis flavopallidus Robilliard & Dayton, 1972, Antarktischer Ozean
- Lyrocteis imperatoris Komai, 1941, Typus, tropischer Westpazifik

Beim National Center for Biotechnology Information sind dagegen DNA-Sequenzen und Protein-Sequenzen für die beiden folgenden mutmaßlichen Spezies mit vorläufigen Bezeichnungen hinterlegt:
- Lyrocteis sp. LMC-2016
- Lyrocteis sp. LMC-2021